# Vereaux
Vereaux település Franciaországban, Cher megyében. Lakosainak száma 137 fő (2022. január 1.). Vereaux Charly, Germigny-l’Exempt, Grossouvre, Ourouer-les-Bourdelins, Sagonne és Sancoins községekkel határos.

## Népesség
A település népessége az elmúlt években az alábbi módon változott:
| Lakosok száma | 230  | 182  | 168  | 164  | 157  | 143  | 140  | 142  | 141  | 137  |
|               | 1968 | 1982 | 1990 | 2006 | 2013 | 2015 | 2017 | 2019 | 2020 | 2022 |